# デカ吉チビ助のアフリカ探検
『デカ吉チビ助のアフリカ探検』（デカきちチビすけのアフリカたんけん、原題：HALF-PINT PYGMY 公開：1948年8月17日）は、アメリカ合衆国の映画会社メトロ・ゴールドウィン・メイヤー (MGM) に所属していたアニメーターのテックス・アヴェリーによる作品のひとつ。本作でデカ吉チビ助のデザインが若干変わり、また最終話である。

## スタッフ
- 監督　テックス・アヴェリー
- 制作総括　フレッド・クインビー
- アニメーション制作　エド・ラブ、レイ・エイブラムズ、プレストン・ブレア、ウォルター・クリントン
- 脚本　ヘック・アレン
- 音楽　スコット・ブラッドリー

## 内容
チビ助が新聞を読んでいると、「世界で一番小さい小人を捕まえたら1万ドルが手に入る」と書いてある。デカ吉・チビ助はアフリカへ小人を捕まえに行くが、なかなかうまくいかない。最後にはなんとか捕まえることができたが、小人は咳払いしながら「フン、まだ小さいのがいるよ」と小屋に呼びかけると、さらに小さい小人が出てくる。その小人は夕日に向かって走っていく。小人とお金を失った2匹は、自らに銃を向け自殺してしまう。

## 登場するキャラクター
デカ吉
間抜けで勘違いが多い。挙句にチビ助を殴ってしまう。最後は、世界で2番目に小さい小人が世界一小さい小人を呼び出し、世界一小さい小人を逃がしたため、チビ助と共に銃を自らに向けて自殺してしまう。
チビ助
少々口うるさい。それまではデカ吉に罰として尻を蹴っていたが、本作ではデカ吉に棍棒やハンマーで殴られたことによって、罰としてデカ吉を棍棒やハンマーで殴っている。最後は、世界で2番目の小人が世界一小さい小人を呼び出して、世界一小さい小人を逃がしたため、デカ吉と共に銃を自らに向けて自殺してしまう。
ゾウ
デカ吉・チビ助がアフリカへ行くのに乗っている。鼻が矢印になったり、階段になったりする。ほかのゾウは鼻がホースになっている。
小人
世界で一番小さい。しかし、デカ吉たちが見つけたのは2番目に小さい。スイカを皮ごと食べてしまう食いしん坊。ヘリウムガスを吸うことで巨大化する。最後は、デカ吉とチビ助に捕まるが、その後は、彼よりも小さい小人を呼び出す。なお、旧地上波吹き替え版では、アフリカの原住民となっている。
タコのガイド
デカ吉・チビ助に小人の場所へ指差す、緑色のタコ。ただし、足が8本なので、正しいほうに差しているのかはわからない。なお、このタコは『ロジャー・ラビット』にも登場している。
ヘビ
力が強く、デカ吉を一網打尽にする。
フラミンゴ
小人、チビ助、デカ吉が竹馬の代わりに使っている。大きさがそれぞれ異なっている。
カンガルー
お腹の袋が別のカンガルーの袋と繋がっている。
トラ
臆病で気が小さく、洞窟に入ったデカ吉たちに驚く。
キリン
首がほかのキリンと繋がっている。それ以外のキリンはヤシの実に当たって、首が引っ込むとカバの首が長くなる。
ラクダ
こぶがやけに多く、ほかのラクダと体が繋がっている。それ以外のラクダはこぶが凹むようになっている。
ペリカン
口の中に自分の体を入れることができる。
ダチョウ
首は取り外し可能。それ以外のダチョウはヤシの実に当たって、首が引っ込む。
ワニ
背中がハンドバッグになっている。
ライオン
寝起きが悪く、チビ助に殴られデカ吉を殴るが、小人に殴られる。一瞬で、肉を骨だけにする。
シマウマ
ヤシの実に当たってシマが取れる。
ヒョウ
ヤシの実に当たるとなぜか水玉模様が取れる。
カメ
ヤシの実に当たって、甲羅が脱げやすく、実はパンツ一丁だけである。
カバ
ヤシの実に当たって、キリンの首が引っ込んで、自身の首が延びる。
コウノトリ
ヤシの実に当たって、体が縮んでも、まったく動じない。
サイ
ヤシの実が当たって、鎧が取れてしまう。

## 日本でのテレビ放映
『トムとジェリー』の「真ん中の作品」として各地で放送された。